# Tonantzin

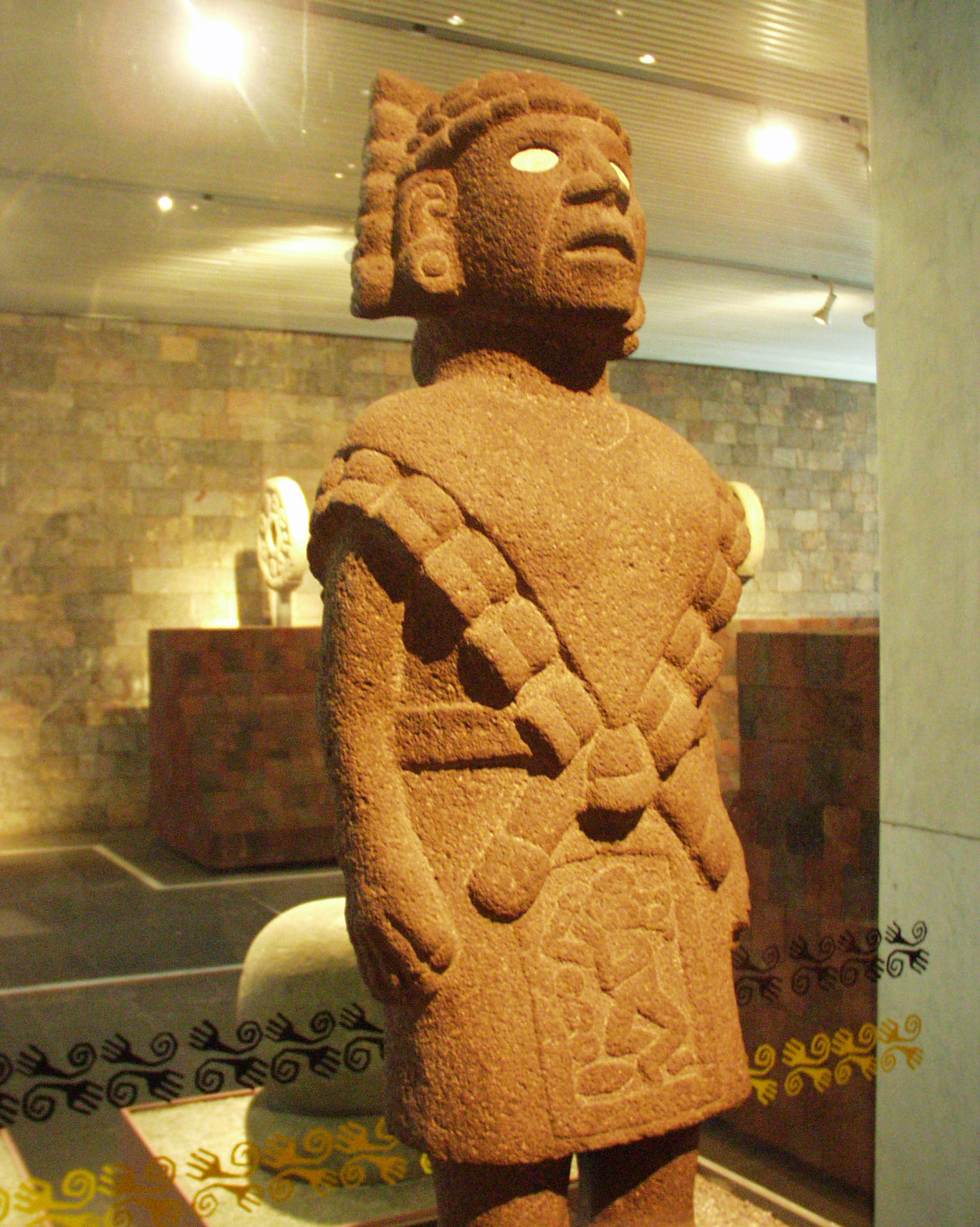
Escultura de Teteoh Innan.

Tonantzin (del náhuatl: Tonantsin ‘nuestra venerable madre’‘to-, nuestro; nantli, madre; -tsin, diminutivo reverencial’) en la cultura y mitología mexica es el término con que se designaba a distintas deidades femeninas, principalmente Coatlicue, Cihuacóatl y Tocih (madre de los dioses o Teteoh Innan).
El caso de Tonantzin repite el de otras mitologías, donde una divinidad recibe distintos nombres. Otra posibilidad es la integración del culto a varios dioses en uno solo que adquiere las características y nombres de sus antecesores. Esto es posible en el caso de Tonantzin.
Algunos investigadores, como Jacques Lafaye, identifican abiertamente a Tonantzin como Cihuacóatl, según las descripciones del cronista Bernardino de Sahagún, y con Centéotl, siguiendo al cronista Francisco Javier Clavijero. Sahagún se refiere a Cihuacóatl como la diosa principal de los mexicas, y en dos ocasiones afirma que la llaman con el nombre de Tonantzin.
Para Lafaye, para Jacques Soustelle y para otros investigadores, hay una superposición de ritos de adoración e iconografía de distintas diosas en la que también puede ubicarse a Tonantzin. En ocasiones, se identifica a Tonantzin como madre de Quetzalcóatl, y en otras como su esposa y parte de su dualidad, especialmente en su forma de Cihuacóatl.
- Tocih (Temazcaltecih), diosa de la salud, señora de la maternidad y de las hierbas medicinales.
- Cihuacóatl, diosa del nacer y del fallecer, señora de los médicos, de los sangradores, de las parteras, de los cirujanos y de los que daban remedios para abortar; es la recolectora de las almas (tonalli).
- Chicomecóatl, diosa de la agricultura, señora de las cosechas y de la fecundidad.
- Citlalicue, diosa de la Vía Láctea, señora de las estrellas.
- Coatlicue y sus hermanas Xochitlicue y Chimalma, diosas de la fertilidad, señoras de la vida y de la muerte, guías del renacimiento.
- Tonacacíhuatl, diosa primordial del sustento, señora de la furtividad.
- Omecíhuatl, diosa primordial de la sustancia, señora y diosa de la creación de todo el universo según la historia.

## Tonantzin y la Virgen de Guadalupe
Desde épocas prehispánicas existía un templo de adoración a Toci-Tonantzin en el Tepeyac, ubicado en la actual delegación Gustavo A. Madero, a seis kilómetros del centro de la Ciudad de México. Dicho templo fue destruido durante la Conquista de México. Los frailes franciscanos mantuvieron una pequeña capilla en este lugar dedicado a Nuestra Señora de Guadalupe.
Bernardino de Sahagún (1499-1590) expresó su preocupación que podría generar el culto en Tepeyac y el uso del nombre Tonantzin para llamar así a «Nuestra Señora de Guadalupe»:

"...uno de estos está en México, donde está un montecillo que llaman Tepeacac y que los españoles llaman Tepequilla, y ahora se llama Nuestra Señora de Guadalupe. En este lugar tenían un templo dedicado a la madre de los dioses, que ellos llaman Tonantzin, que quiere decir nuestra madre. Allí hacían muchos sacrificios en honra de esta diosa, y venían a ella de muy lejanas tierras, de más de veinte leguas de todas las comarcas de México, y traían muchas ofrendas: venían hombres y mujeres y mozos y mozas a estas fiestas. Era grande el concurso de gente en estos días y todos decían 'vamos a la fiesta de Tonantzin'; y ahora que está ahí edificada la iglesia de Nuestra Señora de Guadalupe, también la llaman Tonantzin, tomando ocasión de los predicadores que también la llaman Tonantzin.
...y vienen ahora a visitar a esta Tonantzin de muy lejos, tan lejos como de antes, la cual devoción también es sospechosa, porque en todas partes hay muchas iglesias de Nuestra Señora, y no van a ellas, y vienen de lejanas tierras a esta Tonantzin como antiguamente".
Fray Bernardino de Sahagún, Historia general de las cosas de la Nueva España, 1540-1585

Existe debate entre los historiadores acerca de si los conquistadores españoles decidieron utilizar el culto a Tonantzin como base para desarrollar el culto a la Virgen de Guadalupe o si los indígenas camuflaron su culto a Tonantzin venerando a Guadalupe. Muchos indígenas usaron el nombre de Tonantzin-Guadalupe, que consideraban una misma deidad. Sin embargo, el culto a Tonantzin-Guadalupe lo siguen practicando muchos indígenas de México y también otros practicantes de religiones mesoamericanas.

## Mito prehispánico y el cristiano
Dentro del mito prehispánico en el nacimiento de Huitzilopochtli se rescatan tres símbolos 
importantes; es el sol, la luna, las estrellas y Coatlicue la madre de ellos que pasa a ser la madre tierra. Por otro lado en la cosmogonía cristiana, la Virgen María queda embaraza por obra del Espíritu Santo y nace Jesús. Ambos son diferente tiempo, una más vieja la otra más reciente, coatlicue y la virgen ambas son madre de un hijo salvador, pero las dos son interpretadas de diferente manera. Coatlicue conserva rasgos indígenas y la Virgen, una tez más clara.  Ambas representan la fertilidad. Huitzilopochtli nace un 24 de diciembre[cita requerida] y de misma manera, Jesús nace esa misma fecha, solo que en diferente año. El cerro de Tepeyac era el lugar donde los Mexicas veneraban Tonantzin y el día festivo de la Diosa era 12 de diciembre[cita requerida], la misma fecha que celebran la aparición de la virgen.
En la imagen aparecida en 1531 se retoman símbolos para la creación de esta una nueva imagen (Virgen de Guadalupe) mismos símbolos que son retomados del nacimiento de Huitzilopochtli; el sol, la luna y las estrellas. La supuesta aparición fue en los años de la conquista Española, y el nombre de la Virgen de Guadalupe no era nueva, era el nombre de la virgen de la tierra natal de Hernán Cortés, Virgen de Guadalupe de Extremadura.